# Grateful Dead (альбом)
Grateful Dead — седьмой альбом группы Grateful Dead, второй двойной концертный альбом, выпущен в октябре 1971 года на лейбле Warner Bros. Records. Благодаря обложке известен также как Skull and Roses и Skull Fuck. Изначально второй вариант планировался в качестве официального названия, но звукозаписывающая компания не дала этой идее ходу.

## Об альбоме
Альбом более чем на половину состоит из кавер-версий, четыре песни авторские. Для записи «Bertha», «Playing in the Band», и «Wharf Rat» был приглашён органист Мерл Сандерс. Песня «Playing in the Band» попала в радиоэфир, а позже стала одной из самых популярных песен, которые группа исполняла во время концертов. 
Авторами обложки являются Келли Олтон и Стэнли Маус. В качестве основы была взята иллюстрация Эдмунда Салливана, выполненная им для сборника поэзии Омара Хаяма в начале XX века.

## Список композиций
Первая сторона
1. «Bertha» (Джерри Гарсия и Роберт Хантер) – 5:27
2. «Mama Tried» (Мерл Хаггард) – 2:42
3. «Big Railroad Blues» (Ноа Льюис) – 3:34
4. «Playing in the Band» (Хантер и Боб Вейр) – 4:39

Вторая сторона
1. «The Other One» (Бил Кройцман и Вейр) – 18:05

Третья сторона
1. "Me and My Uncle" (Джон Филлипс) – 3:06
2. «Big Boss Man» (Лютер Диксон и Ал Смит) – 5:12
3. «Me and Bobby McGee» (Фред Фостер и Крис Кристоферсон) – 5:43
4. «Johnny B. Goode» (Чак Берри) – 3:42

Четвёртая сторона
1. "Wharf Rat" (Гарсия и Хантер) – 8:31
2. "Not Fade Away" (Бади Холи и Норман Петти) / "Goin' Down the Road Feeling Bad" (traditional) – 9:14

Песни, включённый в переиздание 2003
1. «Bertha» (Гарсия и Хантер) – 5:40
2. «Mama Tried» (Хаггард) – 2:42
3. «Big Railroad Blues» (Льюис) – 3:33
4. «Playing in the Band» (Хантер и Вейр) – 4:30
5. «The Other One» (Кройцман и Вейр) – 18:03
6. «Me and My Uncle» (Филлипс) – 3:03
7. «Big Boss Man» (Диксон и Смит) – 5:11
8. «Me and Bobby McGee» (Фостер и Кристоферсон) – 5:43
9. «Johnny B. Goode» (Берри) – 3:41
10. «Wharf Rat» (Гарсия и Хантер) – 8:31
11. «Not Fade Away» (Холли и Петти) / "Goin' Down the Road Feeling Bad" (traditional) – 9:12
12. «Oh, Boy!» (Петти, Билл Тиглман и Сонни Вест) – 2:50
13. «I'm a Hog for You» (Джерри Лейбер и Майк Столлер]) – 4:08
14. Радио анонс  – 1:00

## Участники записи
Grateful Dead
- Джерри Гарсия — гитара, вокал
- Билл Кройцман — ударные
- Фил Леш — бас-гитара, вокал
- Рон МакКернан — клавишные, вокал, губная гармошка
- Боб Вейр — гитара, вокал

Приглашённые музыканты
- Мерл Сандерс - орган в композициях "Bertha", Playing in the Band" и "Wharf Rat"

Технический персонал
- Бетти Кантор - запись
- Боб Мэтьюс - запись
- Боб Сеидман - фотография
- Олтон Келли - обложка